# Диметилсульфоксид

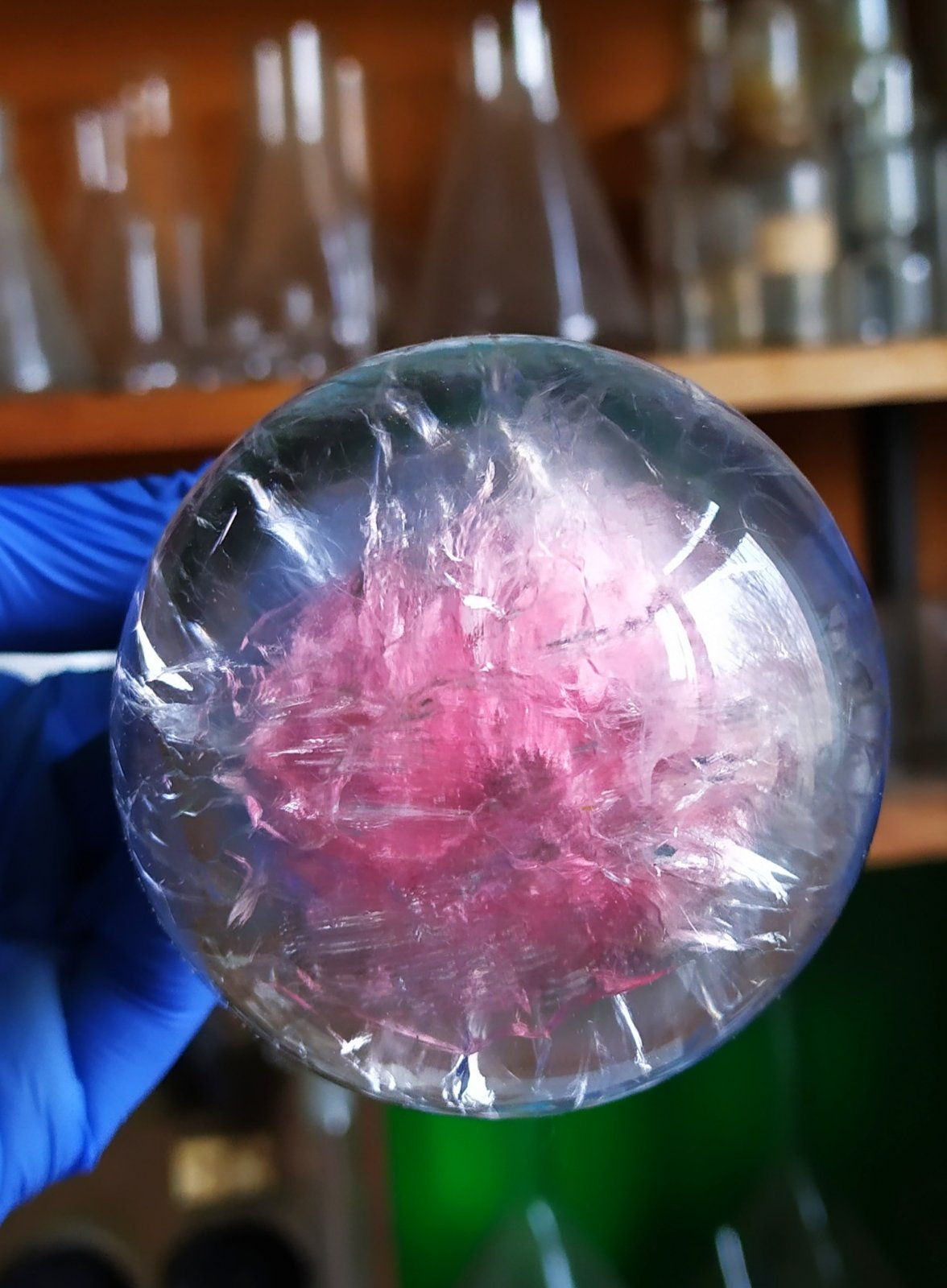
Кристалізований диметилсульфоксид-d6 різного ступеня чистоти (рожева область в центрі містить більше домішки)

Димети́лсульфокси́д (ДМСО, DMSO)  — органосірчана сполука з формулою (CH3)2SO. Безбарвна висококипляча рідина. Він важливий як апротонний сильнополярний розчинник. Дейтерований аналог (DMSO-d6) є одним з найпоширеніших розчинників для ЯМР-спектроскопії органічних молекул.
Дейтеровану сполуку (DMSO-d6) отримують з DMSO заміною воднів на дейтерій при нагріванні у важкій воді в присутності основного каталізатора.

## Історія вивчення
Вперше був синтезований 1866 року російським хіміком Олександром Зайцевим шляхом окиснення диметилсульфіду нітратною кислотою. Проте системні дослідження властивостей цієї сполуки майже не проводились допоки в 1958 року не була показана висока ефективність ДМСО як розчинника. 1960 року було розпочато промислове виробництво диметилсульфоксиду. Після цього кількість публікацій, присвячених вивченню властивостей ДМСО, різко збільшилася.

## Отримання
Основним способом отримання ДМСО є окиснення диметилсульфіду киснем, азотною кислотою, чи діоксидом азоту. У промисловості цей процес проводять з використанням азотної кислоти. ДМСО є побічним продуктом целюлозно-паперової промисловості. Річне виробництво ДМСО вимірюється десятками тисяч тонн.
У лабораторних умовах для м'якого і селективного окиснення диметилсульфіду може бути використаний перйодат калію в системі органічний розчинник — вода. Однак лабораторні методи отримання ДМСО не мають практичної значущості. Це обумовлено незручностями роботи з диметилсульфідом, а також низькою комерційною вартістю готового розчинника.

## Фізичні та хімічні властивості
При змішуванні з водою відбувається помітне розігрівання. Реагує з йодистим метилом, утворюючи іон сульфоксонію, здатний до взаємодії з гідридом натрію.

## Застосування

Кути та довжини зв'язків у молекулі ДМСО.

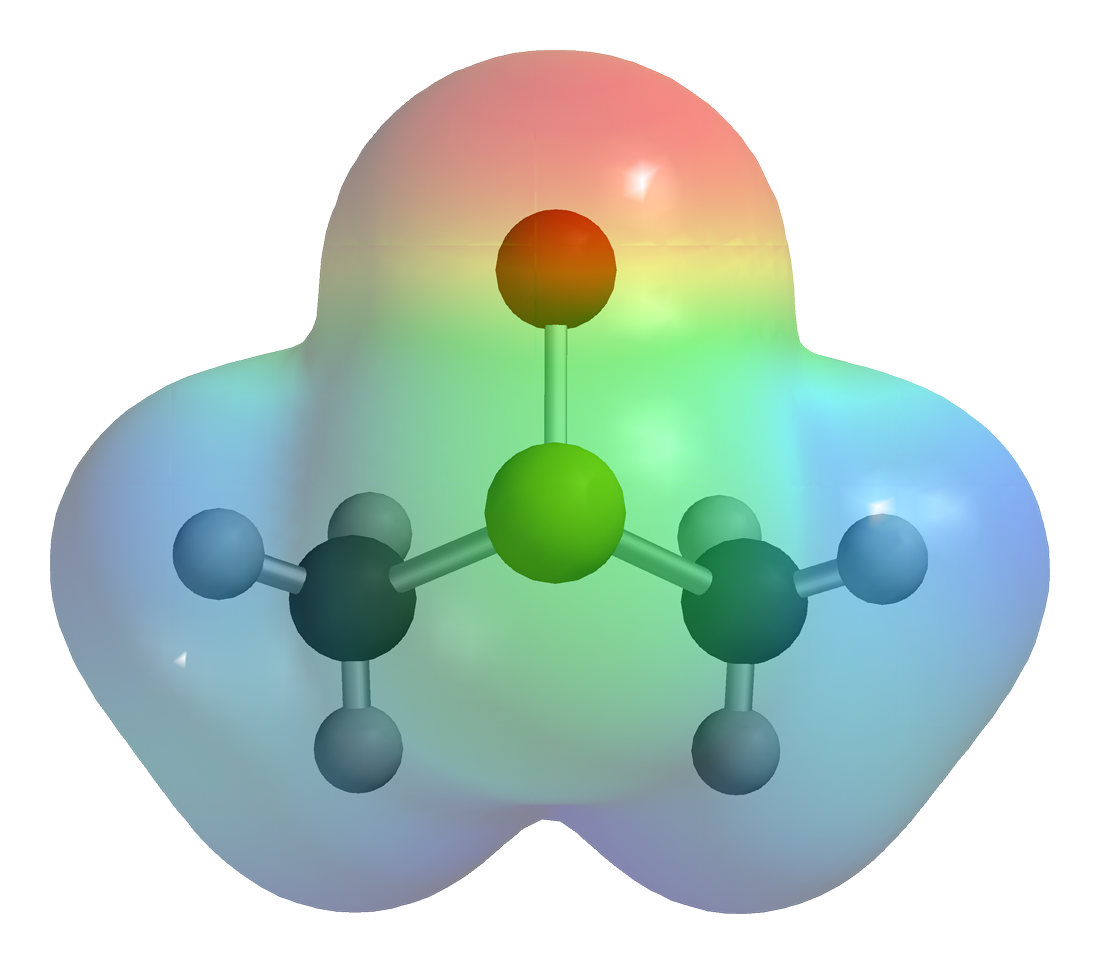
Розподіл поверхневого електронного потенціалу в молекулі ДМСО.

### Як розчинник
ДМСО є важливим біполярним апротонним розчинником. Він менш токсичний, ніж інші представники цієї групи, такі як диметилформамід, диметилацетамід, N-метил-2-піролідон, ГМФТА. Завдяки своїй сильній розчинювальній здатності, ДМСО часто використовується як розчинник в хімічних реакціях за участю неорганічних солей, зокрема в реакціях нуклеофільного заміщення. Кислотні властивості ДМСО виражені слабо, тому він став важливим розчинником в хімії карбоаніонів. У ДМСО були виміряні значення наведених pKa для сотень органічних сполук.
Через високу температуру кипіння ДМСО вкрай повільно випаровується при нормальному атмосферному тиску. Це робить його дуже зручним розчинником для проведення реакцій при нагріванні. Тим же часом досить висока температура плавлення обмежує його застосування в області низьких температур. Після проведення реакції в розчині ДМСО, реакційні суміші найчастіше розбавляють водою для осадження органічних речовин.
Дейтерована форма ДМСО, відома також як ДМСО-d6, є зручним розчинником для ЯМР-спектроскопії, завдяки високій розчинювальній здатності для широкого кола речовин, простоті свого власного спектра, а також своєї стабільності в області високих температур. Недоліком ДМСО-d6 як розчинника для ЯМР спектроскопії є його висока в'язкість, яка розширює сигнали в спектрі, і висока температура кипіння, яка створює труднощі для зворотного виділення речовини після аналізу. Часто ДМСО-d6 змішують з CDCl3 або CD2Cl2 для зниження в'язкості і температури плавлення.
ДМСО знаходить все більше способів застосування у виробництві мікроелектроніки.
ДМСО як засіб для усунення плям фарби є ефективнішим і безпечнішим, ніж бензин або дихлорометан.
Поряд з нітрометаном ДМСО також є засобом, що видаляє «супер-клей» (затверділий, але ще свіжий) і не застиглу монтажну піну. Вочевидь, ДМСО реагує тільки зі зовнішніми молекулами супер-клею, утворюючи при цьому бар'єр від проникнення ДМСО вглиб. Тільки так можна пояснити вкрай довге видалення супер-клею, ефективне при цьому тільки при тривалому терті поверхні супер-клею змоченою ДМСО тканиною. Ефекту глибшого проникнення при рясному змочуванні ДМСО не спостерігається. Працювати рекомендується в гумових рукавичках (при контакті з ДМСО шкіра морщиться на пальцях, що контактують з ним, як від довгого перебування у воді).

### В біології
ДМСО використовується в ПЛР для інгібування спарювання вихідних молекул ДНК. Він додається до ПЛР-суміші перед початком реакції, де він взаємодіє з комплементарними ділянками ДНК, перешкоджаючи їх спаровування і зменшуючи кількість побічних процесів.
Також ДМСО використовується як кріопротектор. Він додається до клітинного середовища для запобігання пошкодження клітин при їх заморожуванні. Приблизно 10 % ДМСО може бути використано для безпечного охолодження клітин, а також для зберігання їх при температурі рідкого азоту.

### В медицині
Як лікарський засіб очищений диметилсульфоксид застосовується у вигляді водних розчинів (10-50 %), як місцевий протизапальний і знеболювальний засіб, а також у складі мазей — для збільшення трансдермального перенесення діючих речовин, оскільки за кілька секунд проникає через шкіру і переносить інші речовини. Торгова назва препарату — «Димексид».

### У військовій справі

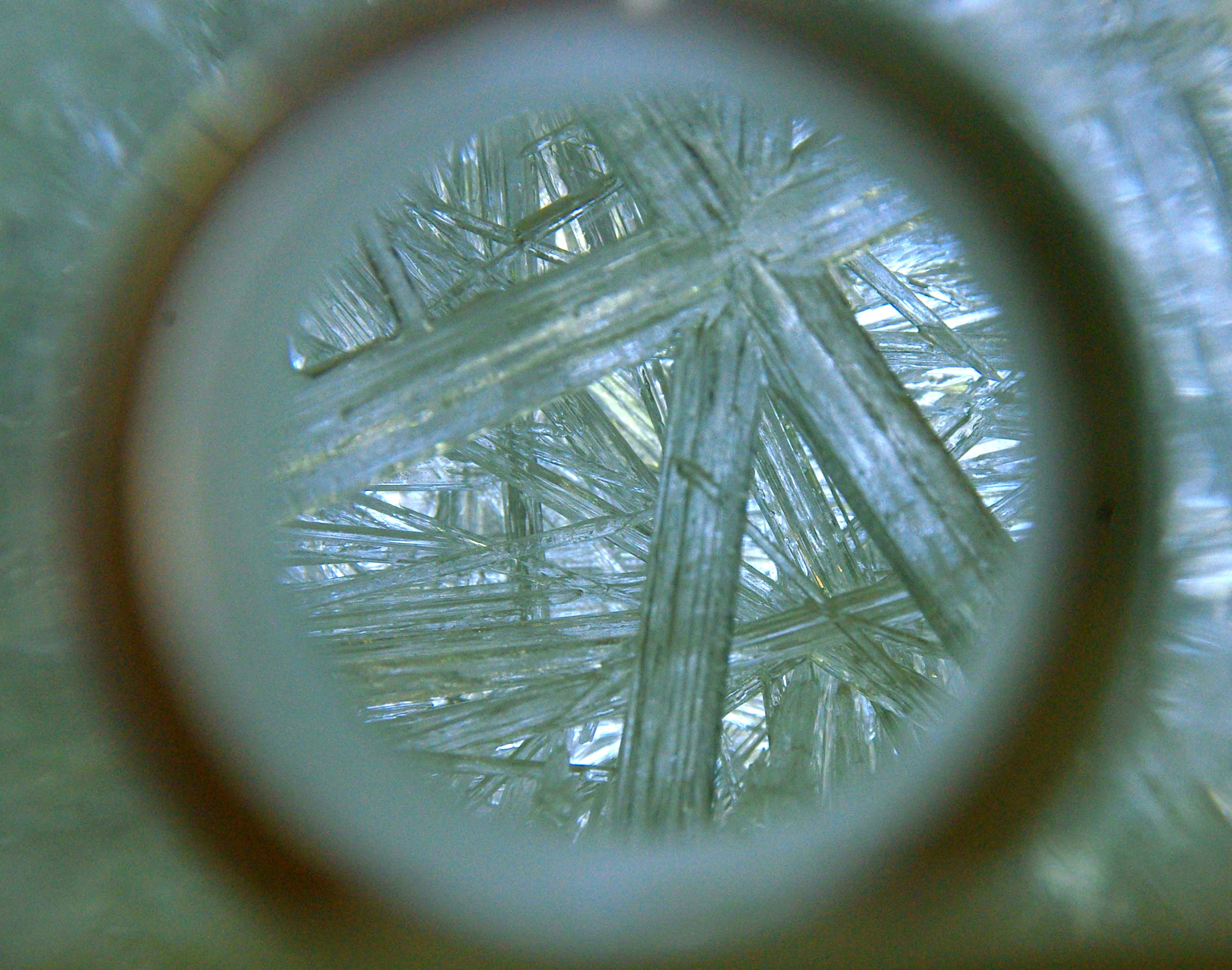
Голчасті кристали DMSO-d6

Через здатність різко посилювати трансдермальне перенесення диметилсульфоксид розглядався як компонент хімічної зброї. Ставилося за мету шляхом змішування ОР (що мають особливо виражену шкірно-резорбтивну дію) і диметилсульфоксиду домогтися високої швидкості проникнення ОР в організм. Так, одна крапля речовини VX, змішаного з диметилсульфоксидом (тобто, менша доза), викликає загибель піддослідної тварини вдвічі швидше, ніж така ж крапля чистої ОР. Додавання 10 % ДМСО до іприту вдвічі збільшує глибину іпритного ураження шкіри.

## Очищення
Окрім домішки води у диметилсульфоксиді можуть міститися також диметилсульфід і сульфони. Від цих домішок позбавляються, витримуючи ДМСО протягом 12 годин над оксидом барію, гідроксидом натрію, дріеритом або свіжим активованим оксидом алюмінію. Після цього речовину переганяють під зменшеним тиском (~ 2-4 мм рт. ст.; температура кипіння приблизно 50 °C) над гранулами їдкого натру або оксиду барію. Для зберігання очищеного ДМСО використовують молекулярне сито 4A.

## Безпека
Диметилсульфоксид легко проникає через неушкоджену шкіру, тому розчини токсичних речовин у ДМСО можуть привести до отруєння при потраплянні на шкіру (трансдермально). Може подразнювати шкіру, особливо при дії концентрованих розчинів.

## У культурі
- В детективі Діка Френсіса «Попередній заїзд» описується рецептура отруйного складу, що проникає через шкіру, одним з компонентів якого є диметилсульфоксид.